# Cidade do Panamá
Pronunciação
Cidade do Panamá (em castelhano: Ciudad de Panamá, pronunciado: [sjuˈðað de panaˈma]) é a capital, cidade mais populosa, e o principal centro financeiro, corporativo, cultural e econômico do Panamá. Sua população, de acordo com dados de 2010, é de 880 691 habitantes, com uma população total de 1 272 672 habitantes em sua região metropolitana. Situa-se no Canal do Panamá, no Oceano Pacífico, na província do Panamá. A cidade está classificada como uma cidade-beta, sendo uma das três únicas cidades da América Central enumerados nesta categoria.
A Cidade do Panamá possuía, em 2012, um PIB per capita de U$ 15 900 dólares americanos, um dos maiores valores entre as capitais da América Central, ocupando em 2010, a 7ª posição na classificação das cidades mais competitivas economicamente na América Latina. O Canal do Panamá e o turismo também são importantes fontes de renda para a economia da cidade, que tem um clima tropical, com parques e outros locais atraentes. O Aeroporto Internacional Tocumen, que serve a cidade, é o maior e mais movimentado aeroporto da América Central, oferecendo voos diários para os principais destinos internacionais. A Cidade do Panamá foi eleita a Capital Americana da Cultura de 2003, em conjunto com Curitiba, no Brasil, por conta de sua oferta cultural e gastronômica. Está na 93ª posição entre as cidades mundiais com maior qualidade de vida, além dos cinco melhores lugares para se aposentar no mundo, de acordo com a revista International Living.
Fundada em 15 de agosto de 1519 pelo conquistador espanhol Pedro Arias Dávila, a Cidade do Panamá é uma das capitais mais antigas da América, tendo sido fundada antes de capitais de países relevantes no continente, como Washington, D.C, Brasília, Cidade do México e Bogotá. A cidade foi o ponto de partida para as expedições de conquista do Império Inca, no Peru e foi um ponto de parada nas rotas comerciais mais importantes da história do continente americano, por onde passou a maior parte do ouro e prata que a Espanha tomou de suas colônias americanas. Em 28 de janeiro de 1671, a cidade foi destruída por um incêndio, provocado pelo pirata Henry Morgan, que saqueou e ateou fogo na localidade. O local só foi restabelecido dois anos depois, em 21 de janeiro de 1673, em uma península localizada a 8 quilômetros da estrutura original. O local onde se localiza a antiga cidade incendiada ainda está em ruínas e é agora uma atração turística popular, conhecida como Panamá Viejo.

## História

### A Antiga Cidade do Panamá
A cidade foi fundada em 15 de agosto de 1519 com uma população de 100 habitantes por Pedro Arias Dávila, conhecido como *Pedrarias Dávila e constitui a primeira cidade permanente no Oceano Pacífico; e substituiu às anteriores cidades de Santa María la Antiga del Darién e Acla. Um tema recorrente na história da cidade foi o fluxo e refluxo do comércio internacional através do istmo. Dois anos depois, em 15 de setembro de 1521, recebeu mediante Real Cédula o título de Cidade e um Escudo de Armas conferido por Carlos V e a sua vez se estabeleceu um Cabildo. Pouco tempo depois de fundada, a cidade se converteu no ponto de partida para a exploração e conquista do Peru e um ponto de trânsito para os carregamentos de ouro e prata que se enviavam a Espanha.
Em 1539 e em março de 1563 a cidade sofreu grandes incêndios que devastaram parte da cidade; no entanto isto não deteve o progresso da cidade. Já em 1610, existiam ao menos 5 000 habitantes, umas 500 moradias e vários conventos e capelas, um hospital e a Catedral dedicada à Virgem da Assunção, convertendo-a numa das cidades mais importantes da América espanhola.
No início do século XVII a cidade sofre a ameaça de piratas e corsários, somado às constantes ameaças de indígenas provenientes do Darién. Em 2 de maio de 1620 a cidade sofre um terremoto do qual resultaram vários mortos e feridos e danos estruturais. O 21 de fevereiro de 1644 ocorre o Grande Incêndio, o qual foi provocado e consumiu 83 casas e vários edifícios religiosos, incluindo a Catedral, tendo nesse tempo então uma população de 8 000 habitantes.
No ano de 1670 a população teve um aumento significativo de 10 000 habitantes; contava a cidade antes do 28 de janeiro de 1671, quando Henry Morgan, com 1 400 homens atacaram e tentaram saquear a cidade com bastante resistência; ainda que não pudessem saquear a cidade porque o Capitão Geral de Terra Firme, Don Juan Pérez de Guzmán ordenou explodissem os depósitos de pólvora da cidade, isto provocou um gigantesco incêndio que destruiu totalmente a cidade. Como os piratas não puderam obter um grande botim perseguiram e saquearam os habitantes da antiga cidade que tinham fugido com seus pertences e coisas de valor. Com isto obtiveram bastante riquezas,  suficientes para carregar com 195 mulas, e se retiraram das ruínas em 24 de fevereiro, com vários prisioneiros e escravos capturados. As ruínas da antiga cidade ainda se mantêm e são uma popular atração turística conhecida como Panamá a Velha.

### A nova cidade do Panamá
A cidade foi reconstruída em 1673 numa nova localização a 2 km ao oeste-sudoeste da cidade original. Esta localização é conhecida atualmente como o Casco Viejo da cidade.
Em 1790 a cidade se recupera e volta a ter uma população de 7 000 habitantes. A descoberta da febre do ouro na Califórnia, em 1848 trouxe um aumento nos viajantes que cruzavam o istmo caminho à costa oeste de América do Norte. No ano anterior à descoberta do ouro, a companhia ferroviária panamenha se fundou mas o transporte ferroviário não começou operações até 1855 ano em que a cidade contava com uma população de 12 000 habitantes. Entre 1848 e 1869, quando se completou o primeiro transporte ferroviário transcontinental nos Estados Unidos, quase 375 000 pessoas cruzaram o istmo desde o Atlântico ao Pacífico e 225 000 na direção contrária. Esse tráfico aumentou a prosperidade da cidade durante esse período, pois em 1885 a cidade já contava com 25 000 habitantes.
A construção do Canal do Panamá foi de grande benefício para a infraestrutura da cidade. As melhoras em saúde trazidas com a instalação dos estadunidenses na zona do canal incluíram a erradicação da febre amarela e a malária bem como a introdução do primeiro sistema de água potável. No entanto, muitos dos trabalhadores para a construção do Canal foram trazidos desde o Caribe, o que causou tensões raciais e sociais na cidade.
Durante a Segunda Guerra Mundial, a construção de bases militares e a presença de grandes quantidades de militares e pessoal civil americanas trouxeram novos níveis de prosperidade à cidade. Através dos anos, no entanto, os benefícios dessa presença no área do canal significaram, desde a perspectiva dos panamenhos, uma afronta devido a que, até os anos 1960, os panamenhos tinham acesso limitado, ou não conseguiam alcançar várias áreas nas cercanias do Canal. Muitas dessas áreas eram zonas militares acessíveis só ao pessoal americano.
No final dos anos 1970 e durante os anos 1980, a cidade se converteu num centro bancário. Em 1989 depois de quase um ano de tensão entre os Estados Unidos e Panamá, George Bush ordenou uma invasão para defenestrar o líder panamenho, General Manuel Noriega. Como resultado dessa ação chamada Operação Causa Justa, uma parte da comunidade O Chorrillo, que consistia de antigos edifícios de madeira de início do século XX foi destruída pelo fogo. A cidade continua sendo um dos  maiores centros bancários do mundo, mas estabeleceu vários controles para o fluxo de dinheiro. O porto no município vizinho de Balboa operado pela companhia Hutchison Whampoa, originária de Hong Kong é também uma importante atividade na cidade.

### História recente
As mudanças que surgiram na nova Cidade do Panamá são dramáticas e competem a uma demanda inesgotável, desde o ano de 1999 com a saída das tropas estado-unidenses e a obtenção da soberania total do país. A Cidade do Panamá se converteu num dos centros de concentração mundial de estrangeiros criando-se assim o segundo sonho americano no sul. Desde o ano de 2002 a 2005 entraram à cidade 25 000 canadenses, vivem 300 000 colombianos, a população imigrante cresce impressionantemente.
A cidade precisou expandir-se para os céus, obtendo assim a construção dos edifícios mais altos de América Latina. Igual que o crescente número de shoppings internacionais, de centros bancários e de férias. E nós últimos anos a cidade vem recebendo o apelido de "Dubai Latina" devido e seu notável crescimento.

## Geografia
A Cidade do Panamá cresceu ao leste, devido à estreiteza causada pela antiga Zona do Canal do Panamá e a baía, o que gerou uma extensa infraestrutura rodoviária para o nordeste. A cidade nasceu na entrada do canal e ao longo do Oceano Pacífico. Devido sua elevação muito baixa (0 metros), está se espalhando para o leste e para o norte, em uma região plana e ventilada, que se eleva gradualmente a uma altitude média de 30 metros, em uma área média de 100 km². O ponto mais alto é o Ancon Hill.
A cidade é atravessada por oito rios: Cardenas, Curundú, Matasnillo, Matias Hernandez, Rio Abajo, Juan Diaz, Tapia e Tocumen.

### Clima
A cidade possui um clima tropical do tipo sub-equatorial, caracterizado por um longo período de chuvas de maio a dezembro e uma estação seca curta, de janeiro a abril. A precipitação média anual é de cerca de 2 000 mm, uma umidade relativa média de 75% e uma temperatura média de 27 °C, com máxima absoluta de até 39 °C e mínima de 20 °C.
| Dados climatológicos para Cidade do Panamá (1971–2000)         | Dados climatológicos para Cidade do Panamá (1971–2000) | Dados climatológicos para Cidade do Panamá (1971–2000) | Dados climatológicos para Cidade do Panamá (1971–2000) | Dados climatológicos para Cidade do Panamá (1971–2000) | Dados climatológicos para Cidade do Panamá (1971–2000) | Dados climatológicos para Cidade do Panamá (1971–2000) | Dados climatológicos para Cidade do Panamá (1971–2000) | Dados climatológicos para Cidade do Panamá (1971–2000) | Dados climatológicos para Cidade do Panamá (1971–2000) | Dados climatológicos para Cidade do Panamá (1971–2000) | Dados climatológicos para Cidade do Panamá (1971–2000) | Dados climatológicos para Cidade do Panamá (1971–2000) | Dados climatológicos para Cidade do Panamá (1971–2000) |
| Mês                                                            | Jan                                                    | Fev                                                    | Mar                                                    | Abr                                                    | Mai                                                    | Jun                                                    | Jul                                                    | Ago                                                    | Set                                                    | Out                                                    | Nov                                                    | Dez                                                    | Ano                                                    |
| -------------------------------------------------------------- | ------------------------------------------------------ | ------------------------------------------------------ | ------------------------------------------------------ | ------------------------------------------------------ | ------------------------------------------------------ | ------------------------------------------------------ | ------------------------------------------------------ | ------------------------------------------------------ | ------------------------------------------------------ | ------------------------------------------------------ | ------------------------------------------------------ | ------------------------------------------------------ | ------------------------------------------------------ |
| Temperatura máxima média (°C)                                  | 33,4                                                   | 34,2                                                   | 34,8                                                   | 35,4                                                   | 34,5                                                   | 33,8                                                   | 33,9                                                   | 33,9                                                   | 32,9                                                   | 32,6                                                   | 32,9                                                   | 33,3                                                   | 33,8                                                   |
| Temperatura mínima média (°C)                                  | 18,5                                                   | 18,4                                                   | 18,4                                                   | 19,5                                                   | 21,1                                                   | 21,3                                                   | 21,0                                                   | 20,9                                                   | 21,0                                                   | 20,8                                                   | 20,3                                                   | 19,2                                                   | 20,0                                                   |
| Chuva (mm)                                                     | 29,3                                                   | 10,1                                                   | 13,1                                                   | 64,7                                                   | 225,1                                                  | 235,0                                                  | 168,5                                                  | 219,9                                                  | 253,9                                                  | 330,7                                                  | 252,3                                                  | 104,6                                                  | 1 907,2                                                |
| Dias com chuva                                                 | 2,9                                                    | 1,3                                                    | 1,4                                                    | 4,9                                                    | 15,0                                                   | 16,0                                                   | 14,0                                                   | 15,0                                                   | 17,0                                                   | 20,0                                                   | 16,0                                                   | 7,5                                                    | 131,0                                                  |
| Insolação (h)                                                  | 228,9                                                  | 245,2                                                  | 183,9                                                  | 173,1                                                  | 108,5                                                  | 116,3                                                  | 106,1                                                  | 118,1                                                  | 99,2                                                   | 103,9                                                  | 139,8                                                  | 120,5                                                  | 1 743,5                                                |
| Fonte: Organização Meteorológica Mundial                       |                                                        |                                                        |                                                        |                                                        |                                                        |                                                        |                                                        |                                                        |                                                        |                                                        |                                                        |                                                        |                                                        |
| Fonte 2: ETESA (dados de luz do sol gravados em Albrook Field) |                                                        |                                                        |                                                        |                                                        |                                                        |                                                        |                                                        |                                                        |                                                        |                                                        |                                                        |                                                        |                                                        |

### Parques

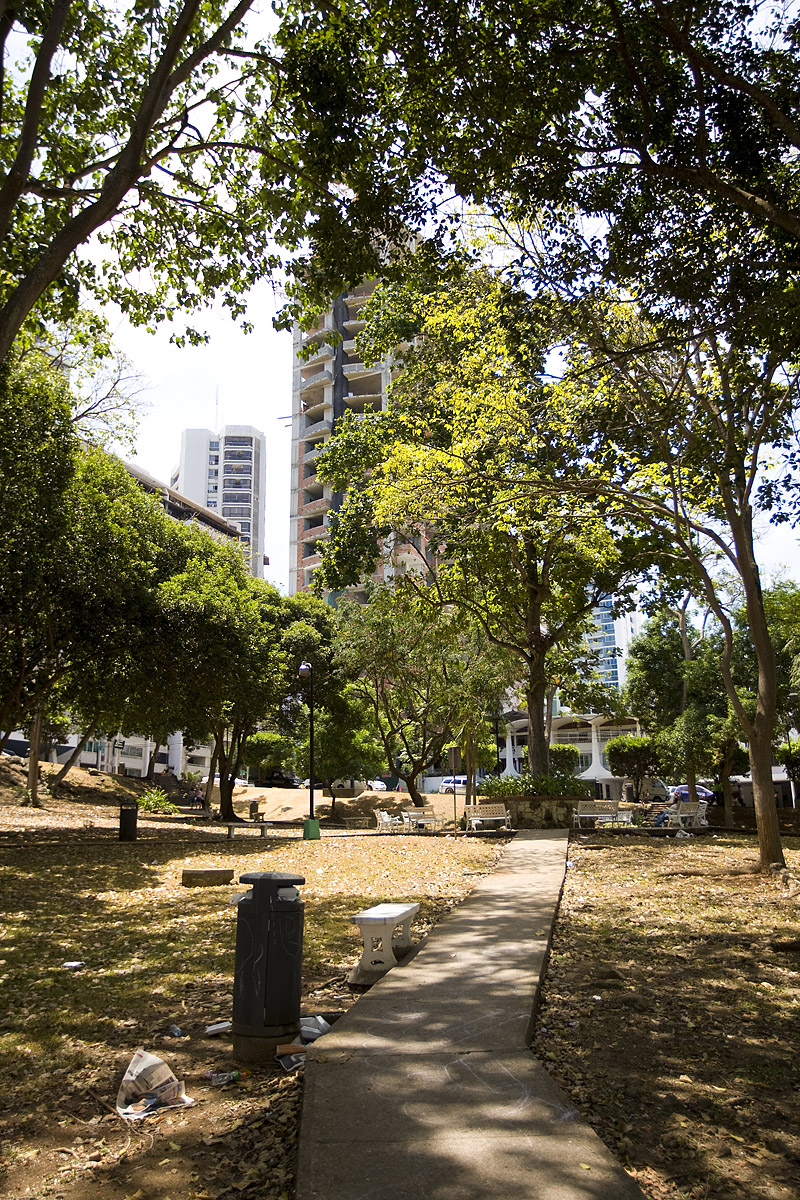
Um dos parques da cidade.

A cidade tem vários parques e áreas verdes, que também são atrações para seus cidadãos e turistas. Os mais notáveis são o Parque Recreativo Omar Torrijos e o Parqe Natural metropolitano do Panamá.
O Parque Recreativo Omar Torrijos, conhecido como Omar Park, está localizado no centro da metrópole. O parque dispõe de instalações para uso público, tais como ginásio, piscina, quadras de tênis, beisebol, basquete e futebol, um auditório ao ar livre, sala de reuniões e biblioteca. Este é um lugar onde diferentes atividades ocorrem, sejam elas culturais, religiosas ou de outros assuntos. O percurso ao longo de seu perímetro é de cerca de 5 quilômetros. O Parque Recreativo Omar Torrijos é o mais visitado do país, como atração natural e espaço de recreação na cidade do Panamá. Recebe uma média de 25 000 pessoas mensalmente.
O Parque Natural metropolitano do Panamá tem uma área de 232 hectares. Está localizado em Ancon e é uma área protegida que está dentro dos limites da Cidade do Panamá. Seu objetivo é preservar uma área natural para ajudar a manter o equilíbrio entre o ambiente natural e habitat humano, ao mesmo tempo proteger a biodiversidade, proporcionando um habitat adequado para as espécies que exigem grande territórios.
Além destes dois, há outros parques na cidade, como o Parque Nacional El Caminos de Cruces, localizado a 15 quilômetros ao norte, criado em 1992 e com uma área de 4 590 hectares, e o Parque Nacional Soberania, localizado perto das margens do Canal do Panamá , com uma área de 19 341 hectares de floresta tropical, abrigando mais de 1 300 animais e 100 espécies de plantas.

## Demografia
Conforme dados divulgados em 1 de julho de 2009, a população da cidade é estimada em 878 270 habitantes, incluindo a população de todos os distritos que compõem a Cidade do Panamá: San Felipe, El Chorrillo, Santa Ana, Calidonia, Curundú, Bethania, Bella Vista, Pueblo Nuevo, San Francisco, Parque Lefevre, Río Abajo, Juan Díaz e Pedregal. A Região Metropolitana da Cidade do Panamá, composta também pelo distrito de San Miguelito (que possui cerca de 366 782 habiantes), excede 1,2 milhões de habitantes.
Em contraste com outros países da América Latina, o Panamá cresceu para impulsionar o comércio exterior. O grau de envolvimento de grupos sociais com o capital estrangeiro foi ocupando espaços, definindo os setores de recursos de alta e baixa. Os ciclos de crescimento ou recessão e seus efeitos sobre o trânsito interoceânico através do istmo são refletidos principalmente no crescimento ou declínio da população da Região Metropolitana da Cidade do Panamá. O crescimento excessivo nos últimos 60 anos é explicado pelo aumento da migração das zonas rurais para cidade, registrado a partir do início da  história republicana. Por outro lado, a industrialização gerada pelo período de substituição de importações e, segundo, a incursão do capital no campo, resultou também na busca por novas fontes de emprego no interior. As maiores áreas urbanas no entorno da cidade são San Miguelito e Tocumen.
Grande parte desse crescimento é espontâneo, e é realizado pela tomada de terra, geralmente ampliando e adensando as mais antigas áreas de invasão. A área ocupada por casas de auto-construção na Cidade do Panamá vai de 180 hectares, em 1959, a 403 em 1970. Em 1980 registrou-se 1.172 hectares de área ocupada de forma irregular, com a população crescendo para 151 mil pessoas, respectivamente.

## Governo e política

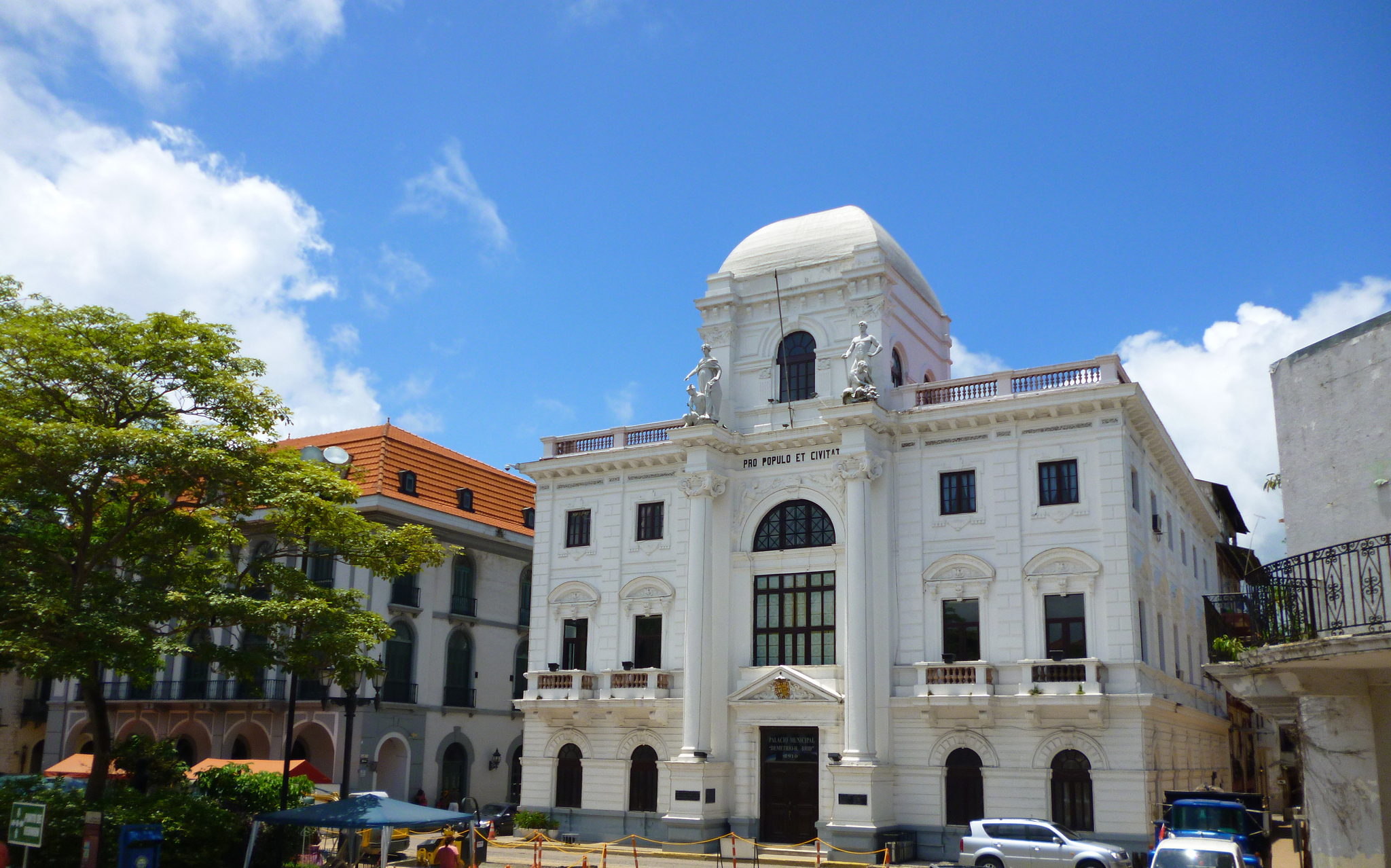
Prefeitura da Cidade do Panamá.

### Relações internacionais
A Cidade do Panamá possui seis cidades-irmãs, a saber:
- Fort Lauderdale, Estados Unidos[11]
- Guadalajara, México[12]
- Incheon, Coreia do Sul
- Miami, Estados Unidos[11]
- Tel Aviv, Israel[13]
- Taipé, Taiwan[14]

## Economia

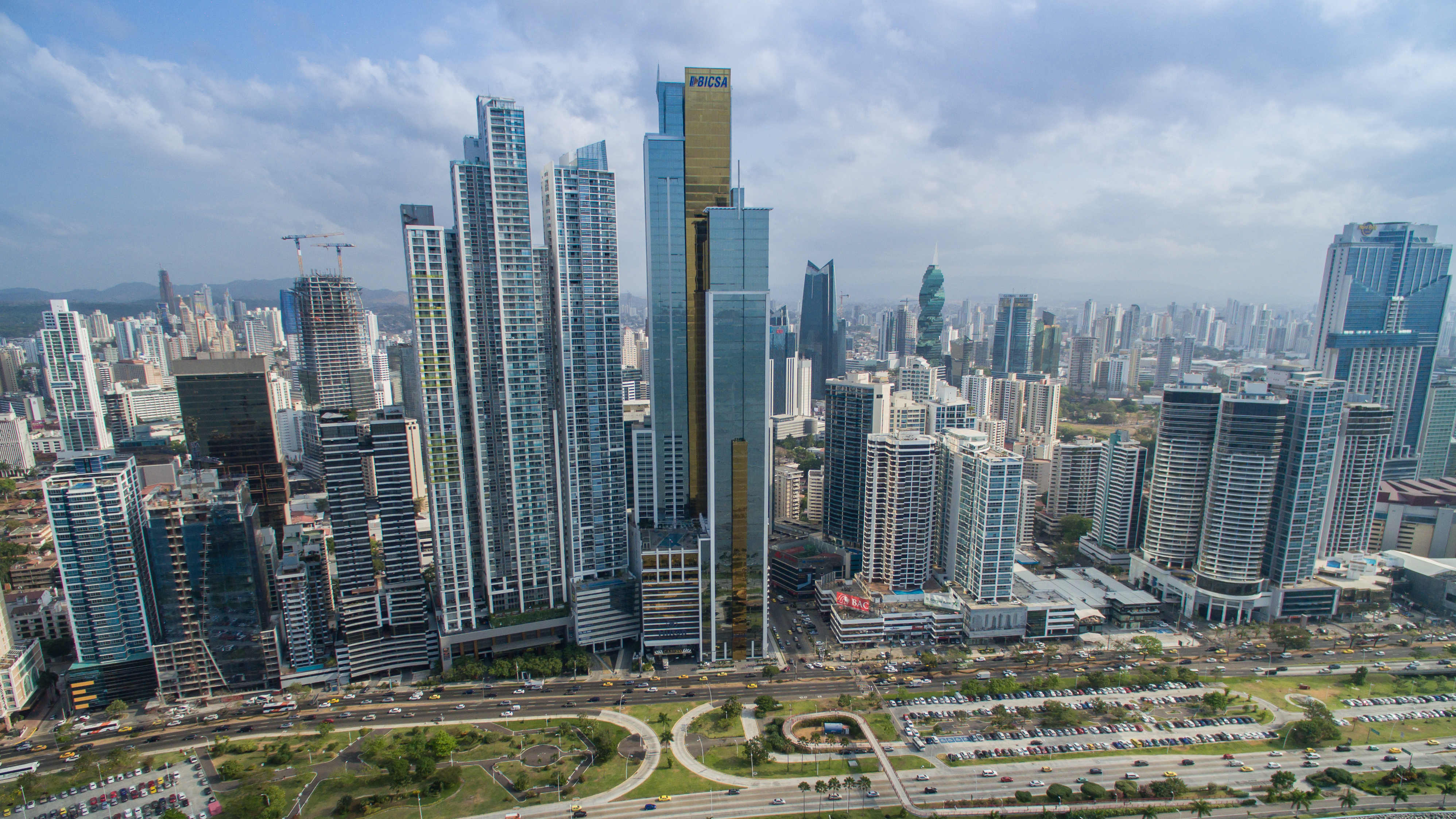
Vista da região central da cidade

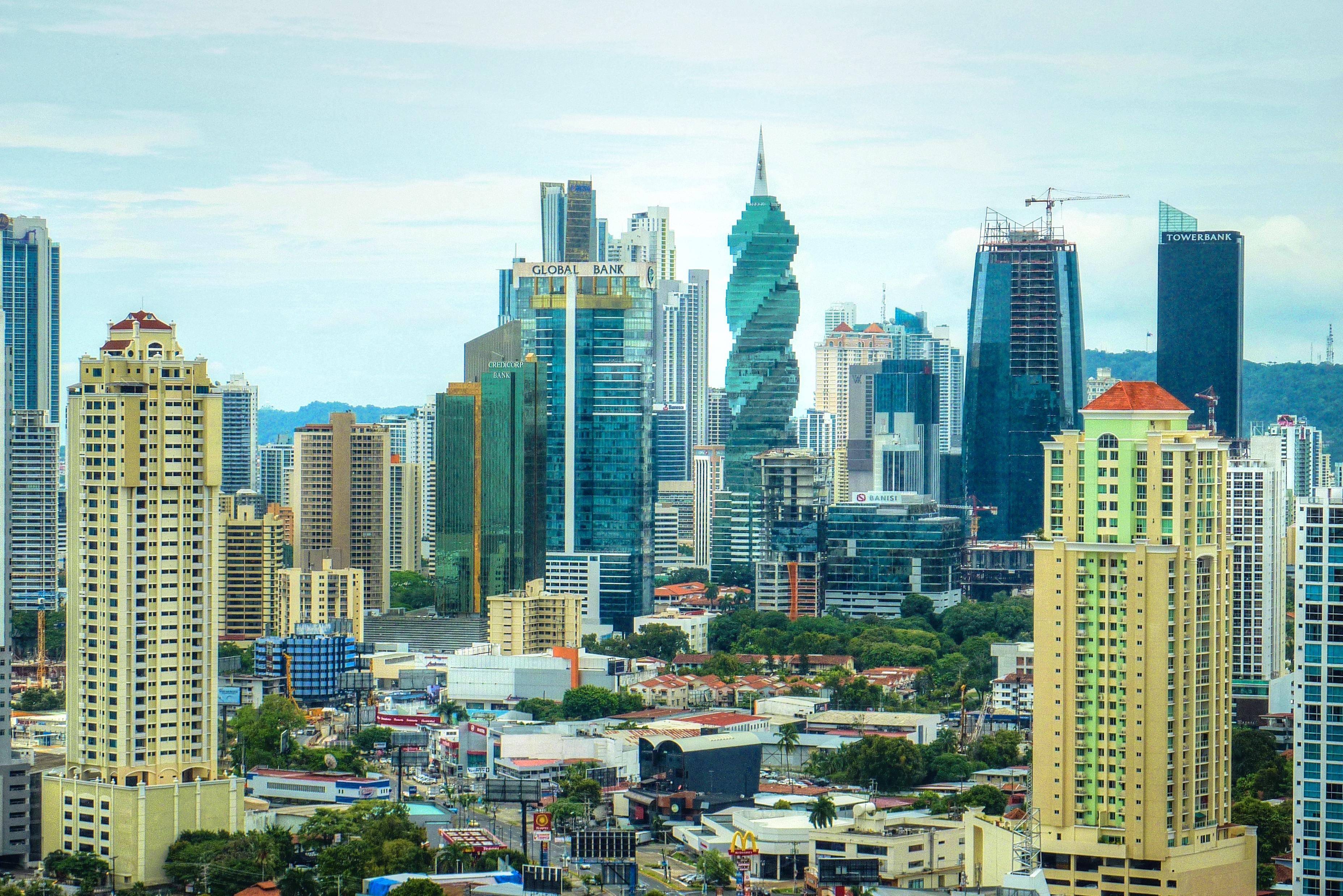
Vários prédios em construção no centro da Cidade do Panamá.

Como o principal centro econômico e financeiro do país, a economia da Cidade do Panamá é baseada no setor de serviços, fortemente ponderado em direção a serviços bancários, comércio e turismo.
A economia depende significativamente das atividades de comércio e de transporte associados com o Canal do Panamá e de outras instalações localizadas em Balboa. A cidade apresentou um crescimento econômico significativo nos últimos anos, principalmente devido à contínua expansão do Canal do Panamá, um aumento no investimento imobiliário, e um setor bancário relativamente estável. Há cerca de oitenta bancos na cidade, sendo que destes, cerca de quinze são nacionais.
A Cidade do Panamá é responsável pela produção de cerca de 55% do Produto interno bruto (PIB) do país. Isso ocorre porque a maioria das empresas do Panamá e suas instalações estão localizadas na cidade e em sua área metropolitana. Trata-se de uma escala para outros destinos no país, bem como um destino turístico em si mesmo.

### Turismo
O turismo é uma das atividades econômicas mais importantes em termos de geração de receita monetária. A taxa de ocupação hoteleira da cidade sempre foi relativamente alta, atingindo o segundo maior entre qualquer cidade fora dos Estados Unidos em 2008, superada apenas por Perth, na Austrália, e seguida por Dubai, nos Emirados Árabes Unidos.
No entanto, as taxas de ocupação de hotéis caíram desde 2009, provavelmente devido a abertura de muitos novos hotéis de luxo. Várias cadeias hoteleiras internacionais, como Le Méridien, Radisson, e RIU, abriram ou pretendem abrir novos hotéis na cidade, juntamente com outros hotéis internacionais  que já operam na Cidade do Panamá, como o Marriott, Sheraton, InterContinental e outras marcas estrangeiras e locais.

## Infraestrutura

### Educação

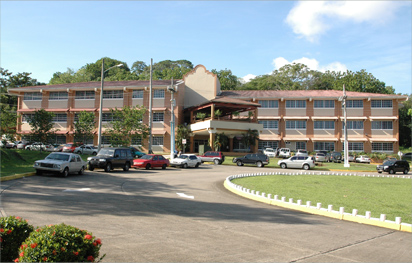
Universidade Tecnológica do Panamá

A cidade possui várias escolas, públicas e privadas, que geralmente cobrem todos os níveis de educação. Algumas delas se especializam ou se concentram no desenvolvimento de competências em várias profissões técnicas. Entre as escolas mais importantes na Cidade do Panamá são: Instituto Pan-Americano, Colégio San Agustin, Colégio Javier, Colégio La Salle, Colégio Brader, Colégio São Vicente de Paulo, Colégio do Sagrado Coração de Jesus e Colégio Episcopal San Cristóbal. Há duas universidades públicas: a Universidade do Panamá (fundada em 1935) e a Universidade Tecnológica do Panamá (fundada em 1981). Da mesma forma, existem várias universidades privadas, como a Universidade Latina do Panamá (maior universidade privada do país, com 6 campus, incluindo o quartel-general das ciências médicas), Universidade Católica Santa Maria La Antigua (USMA), a Universidade Latino-Americana Ciência e Tecnologia (ULACIT), a Universidade Interamericana (UIP) e a Universidade Metropolitana de Educação, Ciência e Tecnologia (UMECIT), esta última pioneira em administração educacional na América Latina e no Caribe por tratar da legislação, regulamentos e jurisprudência no campo da Educação e Lei de Pedagogia. A Universidade Internacional Marítima do Panamá (UTIP), é orientada a serviços de construção naval, como o porto e a atividade canal, de grande importância para a economia do país.
Vários campus de universidades estrangeiras também estão localizados na cidade. A Universidade Estadual da Flórida (FSU), campus operado desde 1957 na cidade, é originalmente dirigida à população norte-americana residente na cidade, que trabalha na zona do Canal do Panamá, e é reconhecida pelas autoridades de educação do Panamá em 1996. A Universidade de Louisville também tem um campus na cidade, tendo programa de Mestrado em Administração de Empresas (MBA) reconhecido como um dos melhores da América Latina. Entre os institutos de escolas secundárias públicas da cidade incluem o Instituto Nacional do Panamá, Instituto Fermín Naudeau e Clégio de Artes e Ofícios "Melchor Lasso De La Vega".

### Saúde
Ao menos 14 hospitais e uma extensa rede de clínicas públicas e privadas podem ser encontradas na Cidade do Panamá, incluindo o Hospital Santo Tomás, Hospital del Niño, Complexo Hospitalar Arnulfo Arias Madrid, Centro Médico Paitilla, Hospital Nacional, Clinica Hospital San Fernando e Hospital Punta Pacifica. Cerca de 45% dos médicos do país são residentes na Cidade do Panamá.

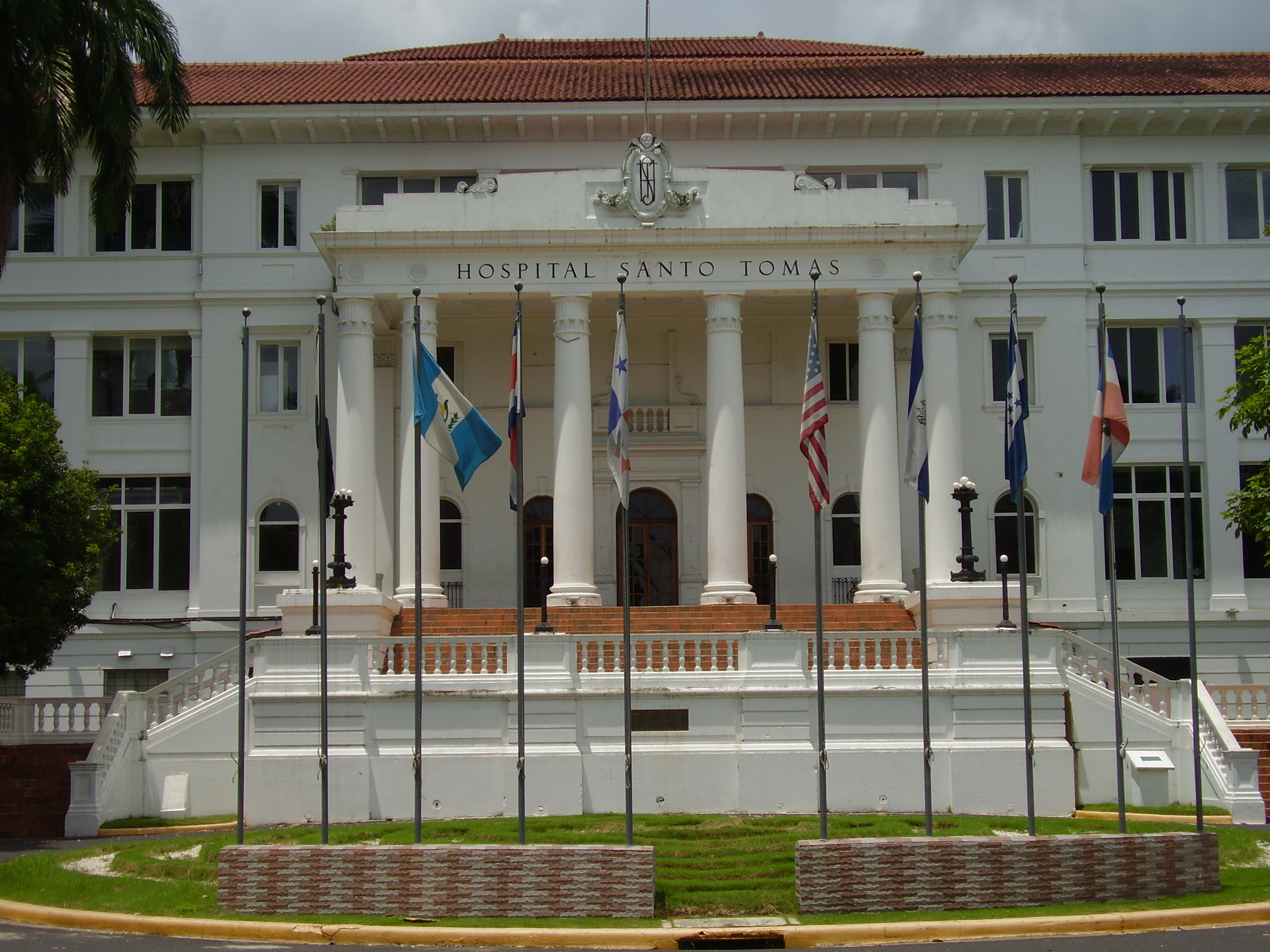
Hospital Santo Tomás, o maior hospital público do país
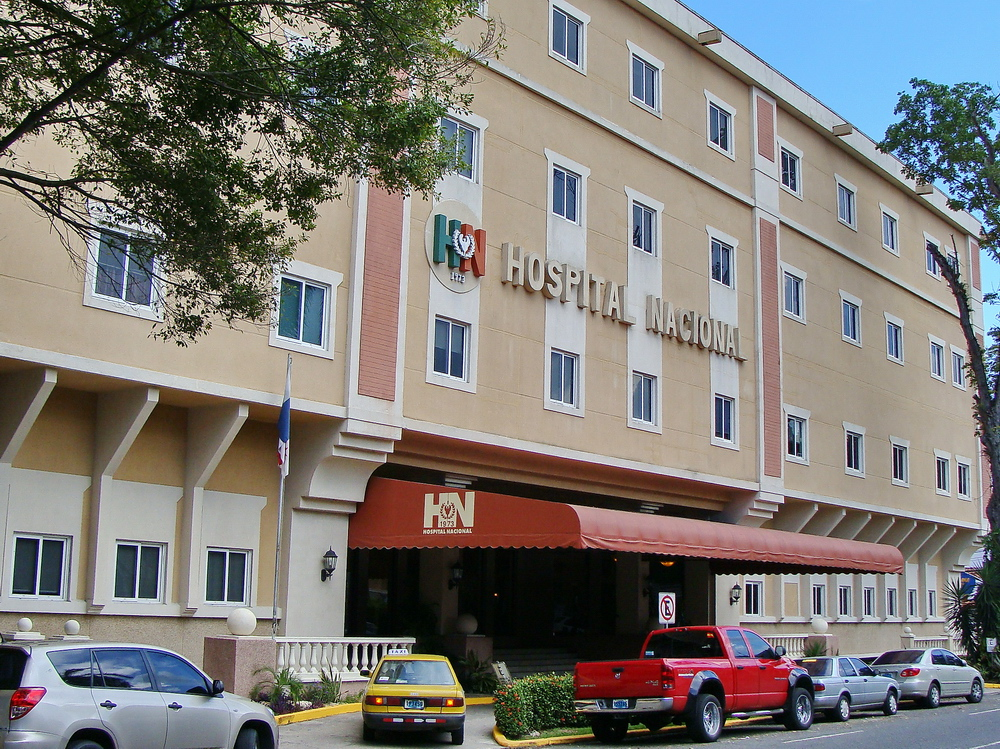
Hospital Nacional, o maior hospital privado na cidade
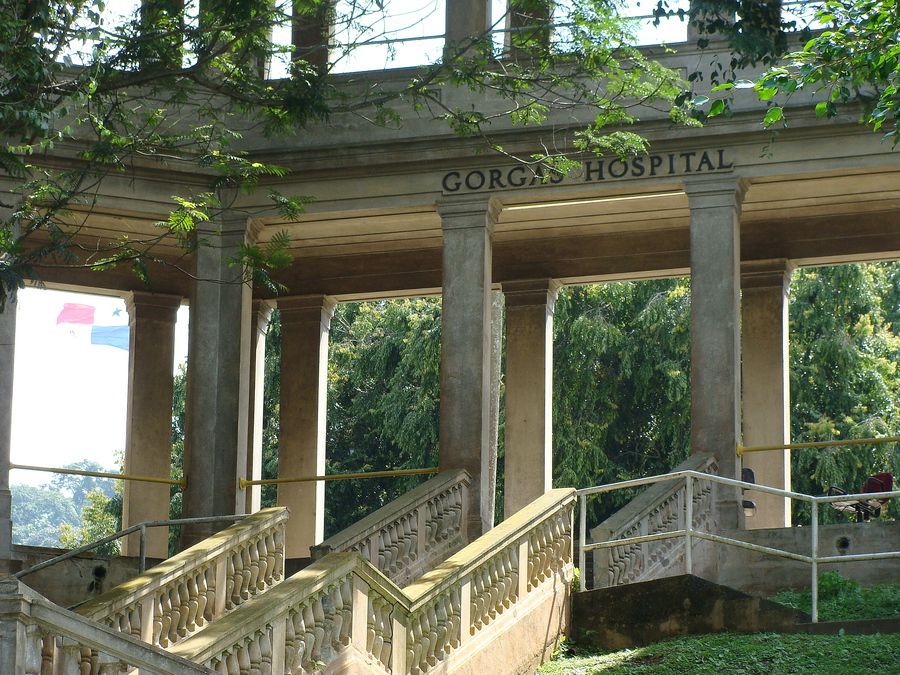
Instituto Oncológico Nacional
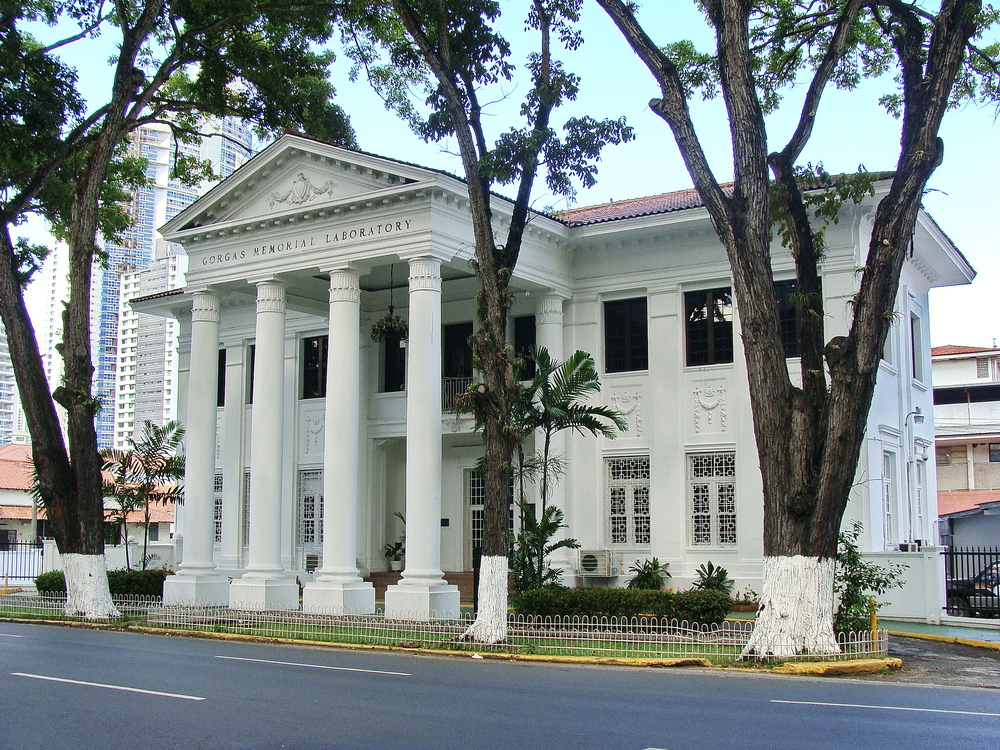
Instituto Gorgas

### Transportes

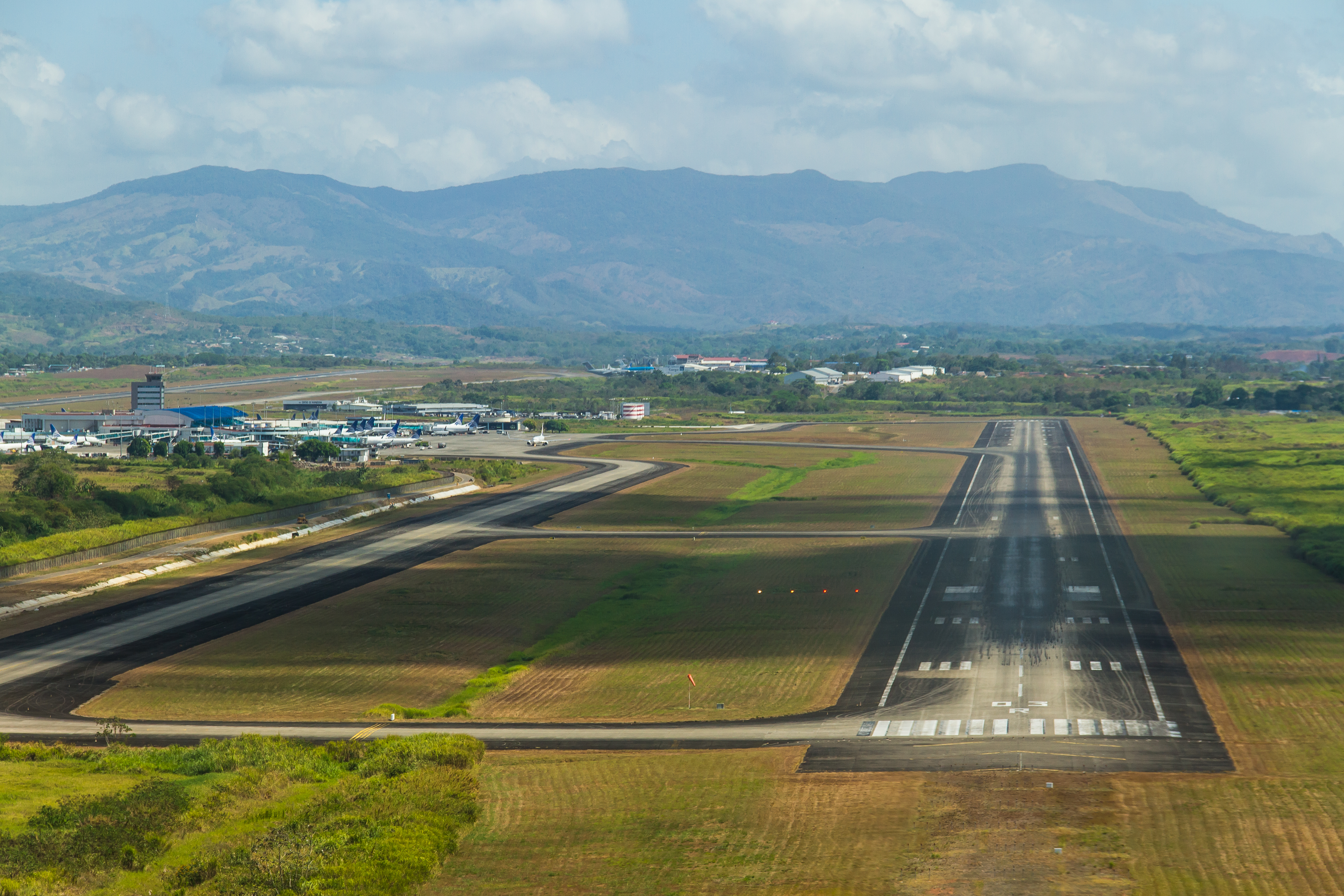
Aeroporto Internacional Tocumen

O Aeroporto Internacional Tocumen possui duas pistas e está localizado na periferia leste da região metropolitana da cidade. Há voos diretos entre a Cidade do Panamá e e algumas cidades dos Estados Unidos, da Europa e e do Brasil, além de todas as principais cidades do Caribe, América Central e América do Sul. As principais cidades sul-americanas com voos diretos para a Cidade do Panamá são Bogotá, Rio de Janeiro, Belo Horizonte, São Paulo, Recife, Santiago do Chile, Buenos Aires, Lima e Manaus. Há também, um outro aeroporto regional, Marcos A. Gelabert, localizado em uma área antes ocupada pela Base Aérea de Albrook. Marcos A. Gelabert é o principal aeroporto para voos regionais no Panamá.[carece de fontes?]
Há engarrafamentos frequentes na Cidade do Panamá, devido aos altos níveis de transporte privado por quilômetro de faixa de rodagem. Em uma tentativa de conter os engarrafamentos, foi construído um sistema de metrô em toda a cidade, inicialmente com 14 km de comprimento. Este novo sistema de metro, junto com o Metrobus, substituirá o atual sistema de transporte público.